# 夏尔·德·博蒙

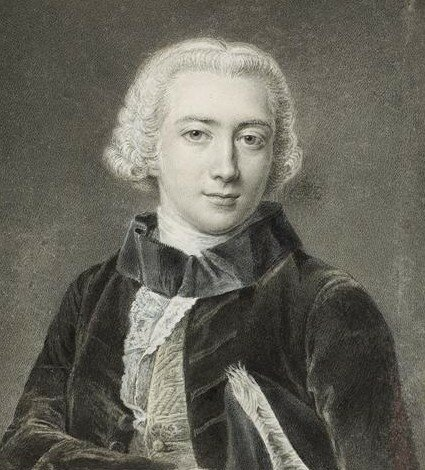
圣奥宾绘制的查尔斯肖像。

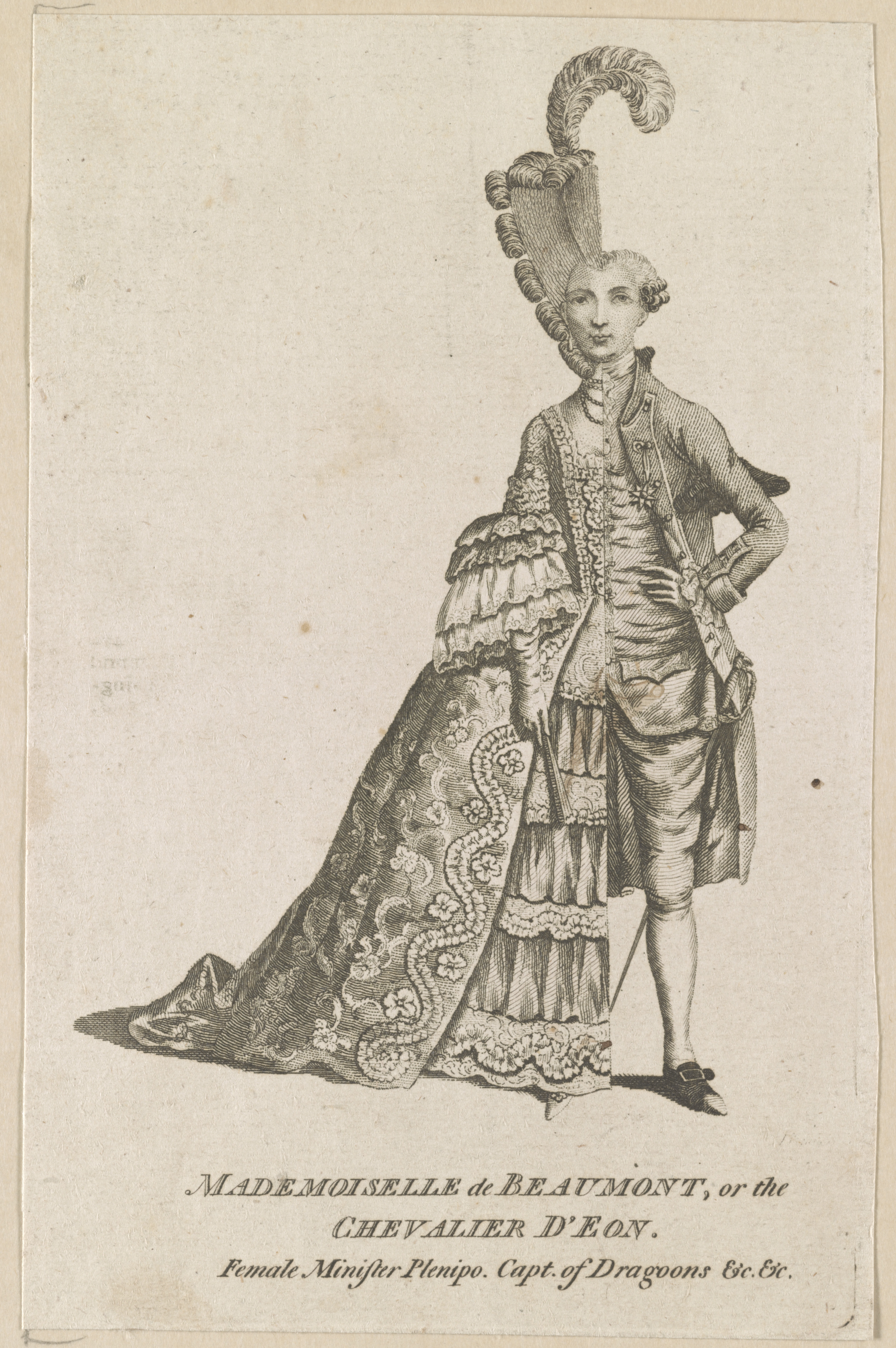
穿着半男装半女装的德翁漫画

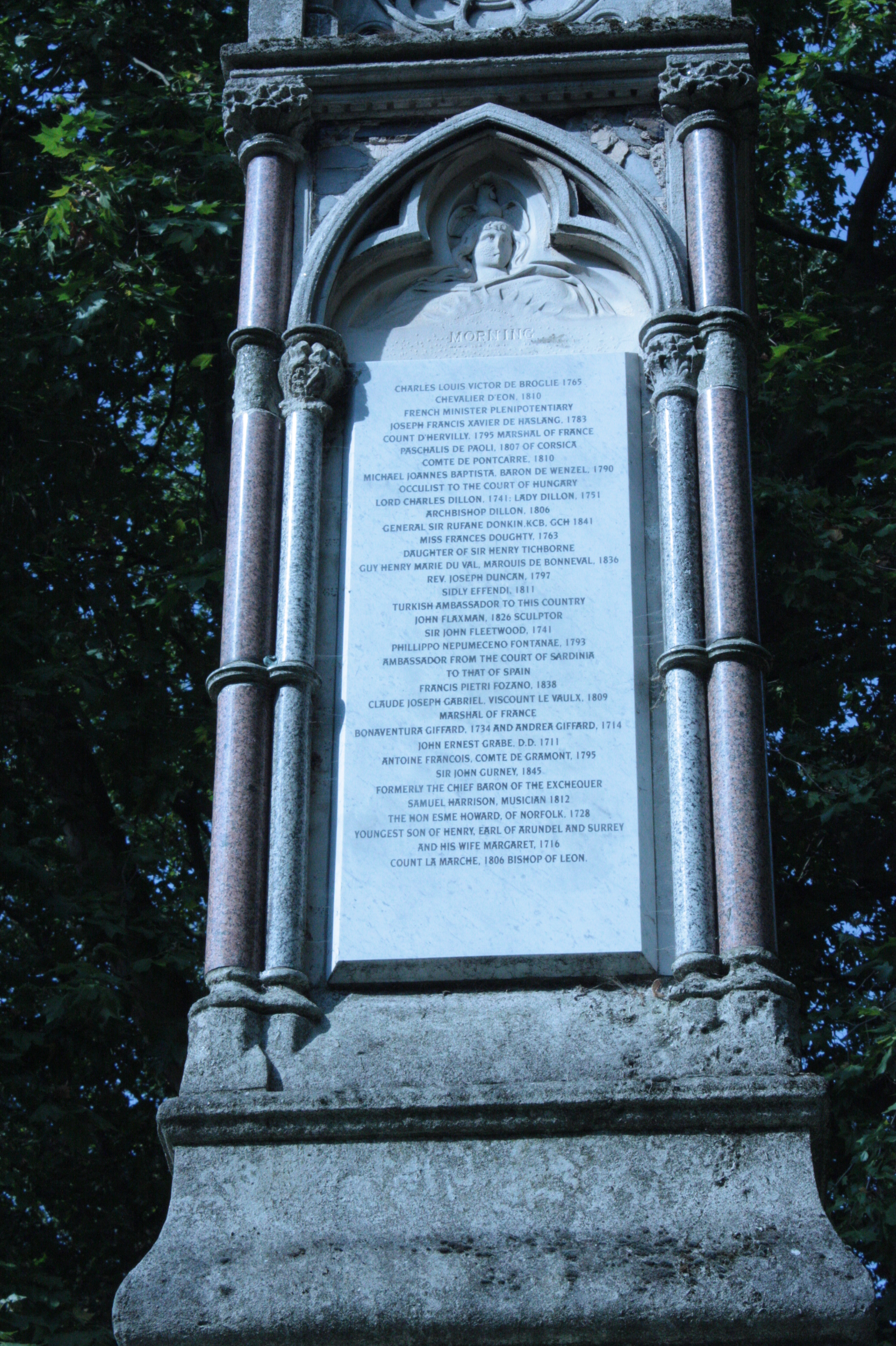
德翁的名字被列在伯德特·库茨纪念碑的南面上

夏尔·德·博蒙（法語：Charles de Beaumont,1728年10月5日—1810年5月21日），全名夏尔-热纳维耶芙-路易-奥古斯特-安德烈-蒂莫泰·德翁·德·博蒙（法語：Charles-Geneviève-Louis-Auguste-André-Timothée d'Éon de Beaumont），又被称作“德翁骑士”（法語：Chevalier d'Eon），法国外交官、间谍、士兵和共济会成员，以其传奇的间谍身份和富有争议的性别著名。
在其生涯中，前49年是男性身份，而后33年则以女性身份生活。

## 生平

### 早年
德翁出生于法国中东部的托内尔的一个破落贵族家庭。德翁的父亲路易（法語：Louis d'Eon de Beaumont）是一位律师，后来成为托内尔的镇长和巴黎财政区监督官的副代表。其母弗朗索瓦丝（法語：Françoise de Charanton）则是法国对意对西战争部队的首席长官的女兒。关于德翁的早期生活经历大都来自一部不完整且由他人代写的自传《骑士德翁的爱好》（英語：The Interests of the Chevalier d'Éon de Beaumont）。
德翁在学校读书时成绩极优，1743年从托内尔来到巴黎，1749年，21岁的德翁毕业于马萨林学院，成为巴黎财政大臣贝尔捷·德·索维尼（Berthier de Sauvigny）的秘书，负责处理政府金融报告，1758年被任命为皇家审查员以审查马勒泽布记录的历史和文学。

### 间谍生涯
1756年，德翁加入了国王路易十五组建的未被政府承认的间谍秘密网络——国王的秘密，该组织有时会促进与官方政策和条约相矛盾的政策。根据没有书面证据所证实的德翁的回忆录，国王派遣德翁骑士和在法国服役的苏格兰的詹姆斯党人道格拉斯骑士 (Alexandre-Pierre de Mackensie-Douglas, Baron de Kildin）一同赴俄国执行秘密任务，为密谋对抗哈布斯堡王朝而与伊丽莎白女皇和亲法派进行会谈。当时英国和法国都处于劣势，而英国人试图通过只允许妇女和儿童跨过边境进入俄国来拒绝法国人对女皇的接近。德翁必须作为一个女人，否则会有被英国人发现而被处决的危险。在这个任务执行的过程中，德翁伪装成了宫女丽娅·德·博蒙（Lea de Beaumont）。最终，道格拉斯骑士成为法国驻俄大使，德翁成为使馆秘书，从1756年到1760年至，在圣彼得堡为道格拉斯和他的继任者马基·德·洛必达(法語：Paul-François de Galluccio, marquis de L’Hôpital)服务。
德翁在1760年10月返回法国，并获得了2000里弗的养老金作为在俄国工作的回报。 在1761年5月，德翁成为德布罗意元帅麾下的一个龍騎士队长，在七年战争后期的战场上战斗。德翁参与了1761年7月的菲林豪森战役（Battle of Villinghausen），并在乌尔斯特罗普（Ulstrop）负伤。在伊丽莎白女皇驾崩的1762年1月，德翁考虑在俄国进一步发展，但被任命为讷韦尔公爵（Louis Jules Mancini Mazarini）的秘书,并派往伦敦起草和平条约以正式结束七年战争。1763年2月10日条约在巴黎被签署，1763年3月30日，德翁获得了圣路易勋章，其本人被封为“骑士”(Chevalier)。
回到伦敦后，德翁在1763年4月成为临时代理大使，后又在7月讷韦尔公爵回到巴黎之后成为特命全权大使。德翁也利用了其职位为法国国王刺探情报。德翁通过协助一个在调查英国海防的法国间谍（Louis François Carlet de la Rozière）收集了一些用于一个潜在的入侵（路易十五的一个不幸的、蠢笨的倡议，连路易斯自己的部长们不知情）的情报。德翁还通过赠送给英国贵族们自己在法国的葡萄庄园的产品和对临时大使身份的充分利用，连通了和英国贵族的关系。
1763年10月，新大使德·居埃尔希伯爵（Claude Louis François Régnier de Guerchy,comte de Guerchy）就任，德翁被贬为秘书还被伯爵羞辱。德翁被困于两个法国派系之间：居埃尔希是舒瓦瑟尔公爵，普拉兰公爵（César Gabriel de Choiseul）和蓬帕杜尔夫人的支持者，他反对德布罗意元帅和他的弟弟德布罗意伯爵（Charles-François de Broglie, marquis de Ruffec）。德翁抱怨过后，决定违抗命令返回法国。在写给国王的一封信中，德翁声称新大使在位于苏豪广场的Monmouth House大使官邸的一次晚宴中试图毒杀自己。英国政府拒绝了法国引渡德翁的请求。从1760年开始发放的2000里弗养老金也在1764年2月被终止。1764年3月，德翁以在Lettres, mémoires et négociations particulières du chevalier d'Éon为名在伦敦公布了许多秘密外交信函，不承认居埃尔希的工作能力。这种违反外交谨慎的行为是前所未闻的，但德翁并未完全公布（入侵计划等有关国王的秘密的文件作为“保险”被隐瞒起来），法国政府处理有关德翁之事宜时变得非常谨慎，即使在德翁起诉居埃尔希企图谋杀的时候。由于入侵计划相关文件在手，德翁遏制住了国王。由于在居埃尔希控告诽谤时德翁没有作出任何回应。德翁被宣判为“法外之徒”并躲了起来。然而，德翁确保了英国公众的同情：民众在公共场合嘲笑居埃尔希，还向他的公馆扔石块。德翁后来写了一本公共管理方面的书，Les loisirs du Chevalier d'Éon，全书共13卷，于1774年在阿姆斯特丹出版。
居埃尔希被召回法国，1766年7月路易十五授予了德翁一笔抚恤金（可能是给德翁的封口费）和一笔12000里弗的年金，但是拒绝了德翁的用于偿还债务的100000里弗的请求。德翁继续做着间谍，在伦敦过着政治流亡的生活。德翁把持着“国王的秘密”防止进一步的行动，但是德翁不能回到法国。

### 女性生涯

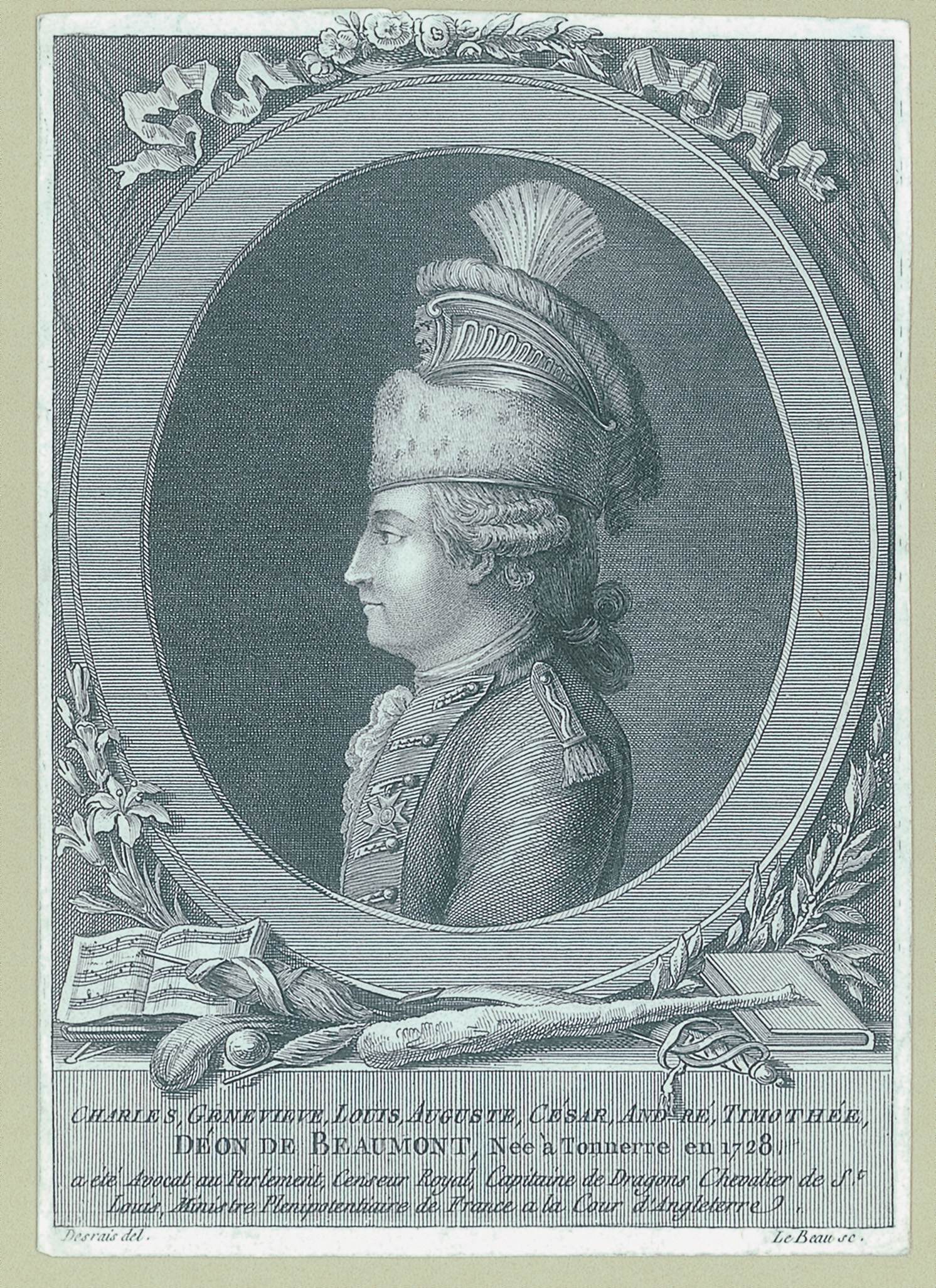
德翁骑士

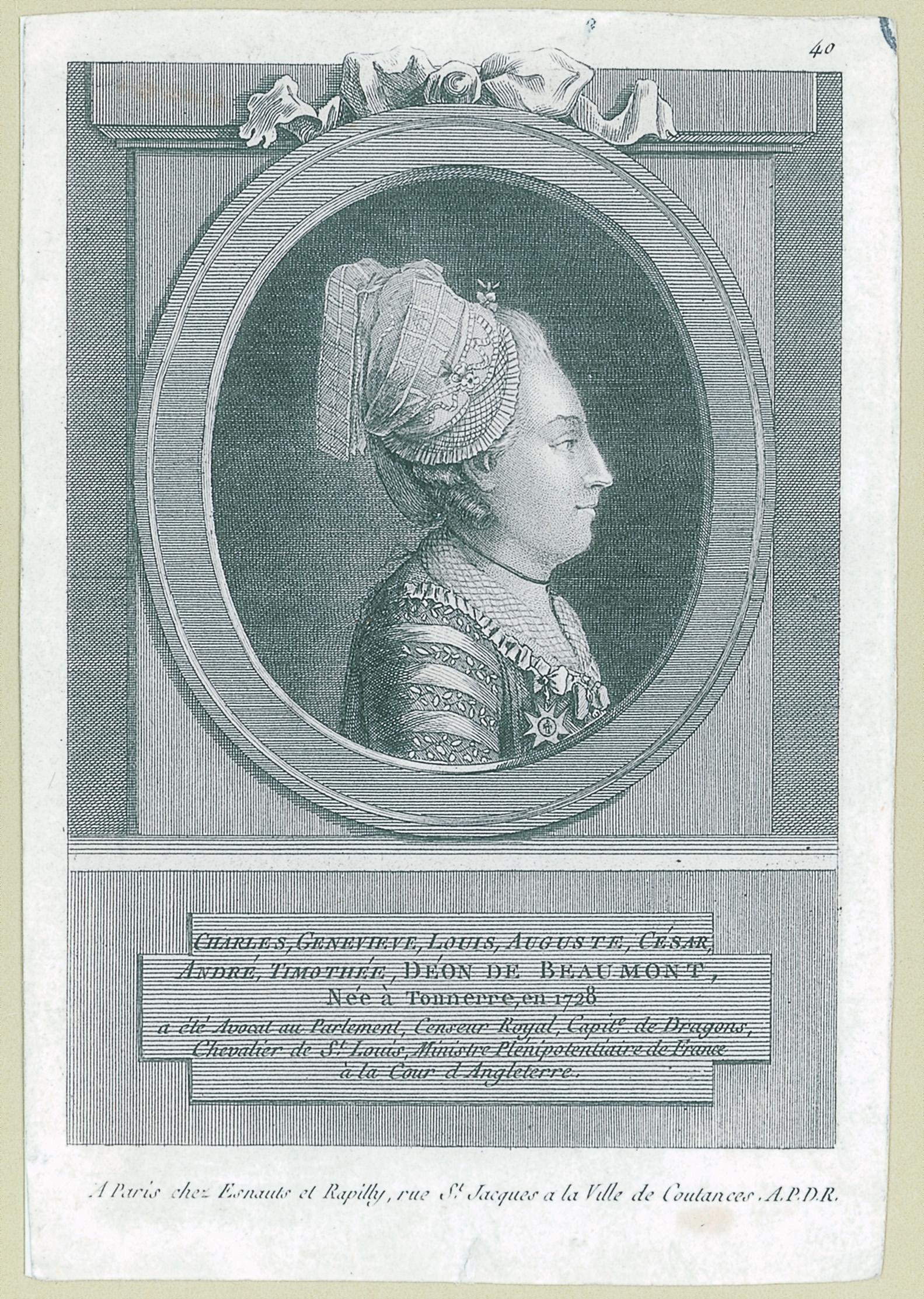
丽娅·德·博蒙小姐

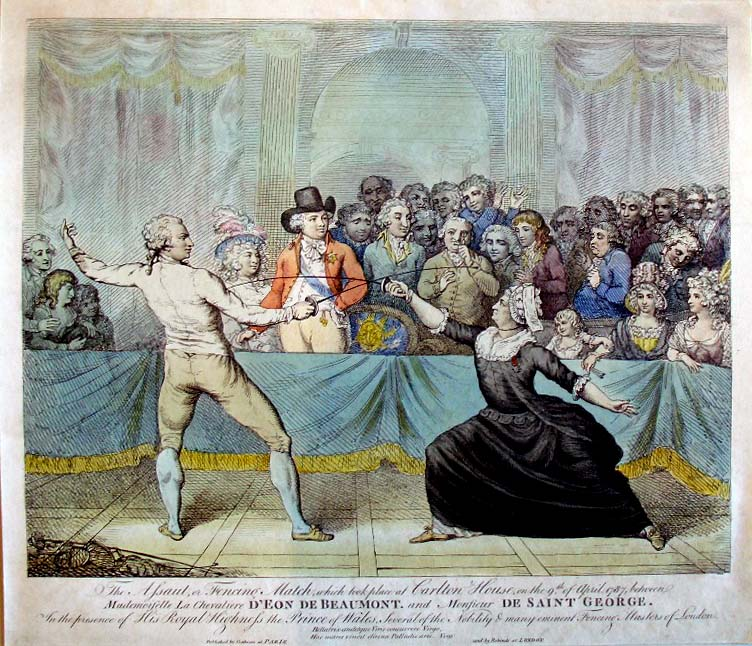
嘲笑德翁的性別的畫作《1787年4月9日发生在伦敦Carlton House里的德翁·德博蒙骑士小姐和德·圣乔治骑士先生之间的击剑比赛》，由Victor Marie Picot镌刻，基于Charles Jean Robineau的原画

尽管德翁习惯性地穿着一身龙骑兵的制服，但是德翁是个女人的流言在伦敦流传。有关德翁真实性别的彩券在伦敦证券交易所开始交易了。德翁被邀请参与，但是德翁拒绝了，说检查会让人丧失名誉，无论结果如何。一年没有取得进展后，赌注被遗弃了。继路易十五在1774年驾崩后，国王的秘密也被撤销，德翁试图通过谈判结束流亡。作家博马舍作为法国政府的代表与德翁进行谈判。由此产生的20页的条约允许德翁返回法国，并保留部级退休金，但要求德翁交出有关国王的秘密的所有函件。
德翁骑士声称在出生时被指定为女性，并请求政府承认其为女性。虽然是个女儿但是被老德翁当做儿子来养是因为只有这样才能继承自己岳父母的财产。国王路易斯十六和他的法院依从了这一请求，德翁可以继续佩戴圣路易勋章，但需要德翁相应地穿着得体的女性服装。当国王表示会为其准备一个新的女人衣柜的资金时，德翁接受了。1777年，经过十四个月的谈判，德翁回到法国。作为惩罚，德翁被流放回了托内尔。
当法国开始在美国独立战争中帮助叛军之时，德翁要求加入在美法国联军，但是政府拒绝了德翁。1779年，德翁出版了一本回忆录《德翁小姐的军旅、政治与私人生活》。这本回忆录由一个叫做La Fortelle的朋友代写的，很有可能进行过修饰。1785年，德翁被允许返回英国。
随着法国大革命的开始，路易十五的养老金的发放也停止了，德翁不得不卖掉个人财产。托内尔的房产也被革命政府充公了。1792年，德翁致信法国国民议会以求领导一个师的女兵来抗击哈布斯堡王朝，但提议被拒绝了。德翁参加了击剑竞技直至1796年在南安普敦身负重伤。德翁的最后几年是陪着寡妇科尔夫人度过的。1804年，德翁被送进负债人监狱五个月并签订了一个由托马斯·威廉·普卢默代写传记的合同，但传记并未出版。德翁由于某次的意外跌落而瘫痪，最后四年卧床不起，贫困交加，1810年5月21日死于伦敦，终年81岁。
德翁死后，验尸的医生發现其解剖学上的性别是男性。德翁的遗体被安葬在圣潘克拉斯老教堂的墓地里，遗产由佳士得于1813年售出。德翁的坟墓作为一个重要人士的坟墓被列在了伯德特·库茨女男爵纪念碑上。

## 影响
- 哈维洛克·艾利斯创造了eonism（异性装扮癖）一词来形容这类跨性别者事例，现在已很少使用。[3]
- 米蓮·法莫歌曲《绝不伪装（英语：Sans contrefaçon）》歌词提到了骑士迪昂。
- 《双面骑士》-冲方丁原作的动画、漫画和小说作品。
- 2012年，一幅由菲利普·莫尔德（Philip Mould）持有的画作被认定为德翁的肖像。[9]伦敦的国家美术馆将其收购。[10]
- 在2015年手機遊戲《Fate/Grand Order》之中以「Saber」的職階登場，寶具為「豪華絢爛的百合花開」，在遊戲中被描述為可以自由切换性别。
- 《黑博物館》-藤田和日郎原作的漫画作品，以幽靈的身分出現。
- 《聖女戰旗》：作品中名為「迪昂·德博蒙特」，由巫蠱悠悠配音。故事為架空的法國大革命，年邁的迪昂在回到法國後在軍校教授劍術，後來加入波利娜·波拿巴的隊伍。

## 延伸阅读
- Decker, Michel de. Madame Le Chevalier d'Éon, Paris: Perrin, 1987, ISBN 978-2-7242-3612-5.
- d'Éon De Beaumont, Charles. The Maiden of Tonnerre: The Vicissitudes of the Chevalier and the Chevalière d'Éon, Baltimore, MD: Johns Hopkins University Press, 2001, ISBN 978-0-8018-6687-6.
- d'Éon, Leonard J. The Cavalier, New York: G.P. Putnam's Sons, 1987, ISBN 0-399-13227-9.
- Frank, André, with Jean Chaumely. D'Éon chevalier et chevalière: sa confession inédite, Paris: Amiot-Dumont, 1953.
- Fortelle M. de la. La Vie militaire, politique et privée de Demoiselle Charles-Geneviève-Auguste-Andrée-Thimothée Éon ou d'Èon de Beaumont, [... etc.], Paris: Lambert, 1779.
- Gaillardet, F. (ed.), Mémoires du chevalier d’Éon, Paris, 1836, 2 vols.
- Gontier, Fernande. Homme ou femme? La confusion des sexes, Paris: Perrin, 2006, Chapter 6. ISBN 978-2262024918.
- Homberg, O., and F. Jousselin, Un Aventurier au XVIIIe siècle: Le Chevalier D'Éon (1728-1810), Paris: Plon-Nourrit, 1904.
- Kates, Gary. Monsieur d'Éon Is a Woman: A Tale of Political Intrigue and Sexual Masquerade, Baltimore, MD: Johns Hopkins University Press, 2001, ISBN 978-0-8018-6731-6.
- Lever, Évelyne and Maurice. Le Chevalier d'Éon: Une vie sans queue ni tête, Paris: Fayard, 2009, ISBN 978-2-213-61630-8.
- Luyt, Philippe. D'Éon de Tonnerre. Iconographie et histoire, 2007, OCLC 163617123
- Mourousy, Paul. Le Chevalier d'Éon: un travesti malgré lui, Paris: Le Rocher, 1998, ISBN 978-2-268-02917-7.
- Musée municipal de Tonnerre, Catalogue bilingue de l'exposition, Le Chevalier d'Éon: secrets et lumières, 2007.
- Royer, Jean-Michel. Le Double Je, ou les Mémoires du chevalier d'Éon, Paris: Grasset & Fasquelle, 1986, ISBN 978-2-246-38001-6.
- Telfer, John Buchan, The strange career of the Chevalier d'Eon de Beaumont, minister plenipotentiary from France to Great Britain in 1763, 1885, OCLC 2745013